# Vestido blanco floral Givenchy de Audrey Hepburn

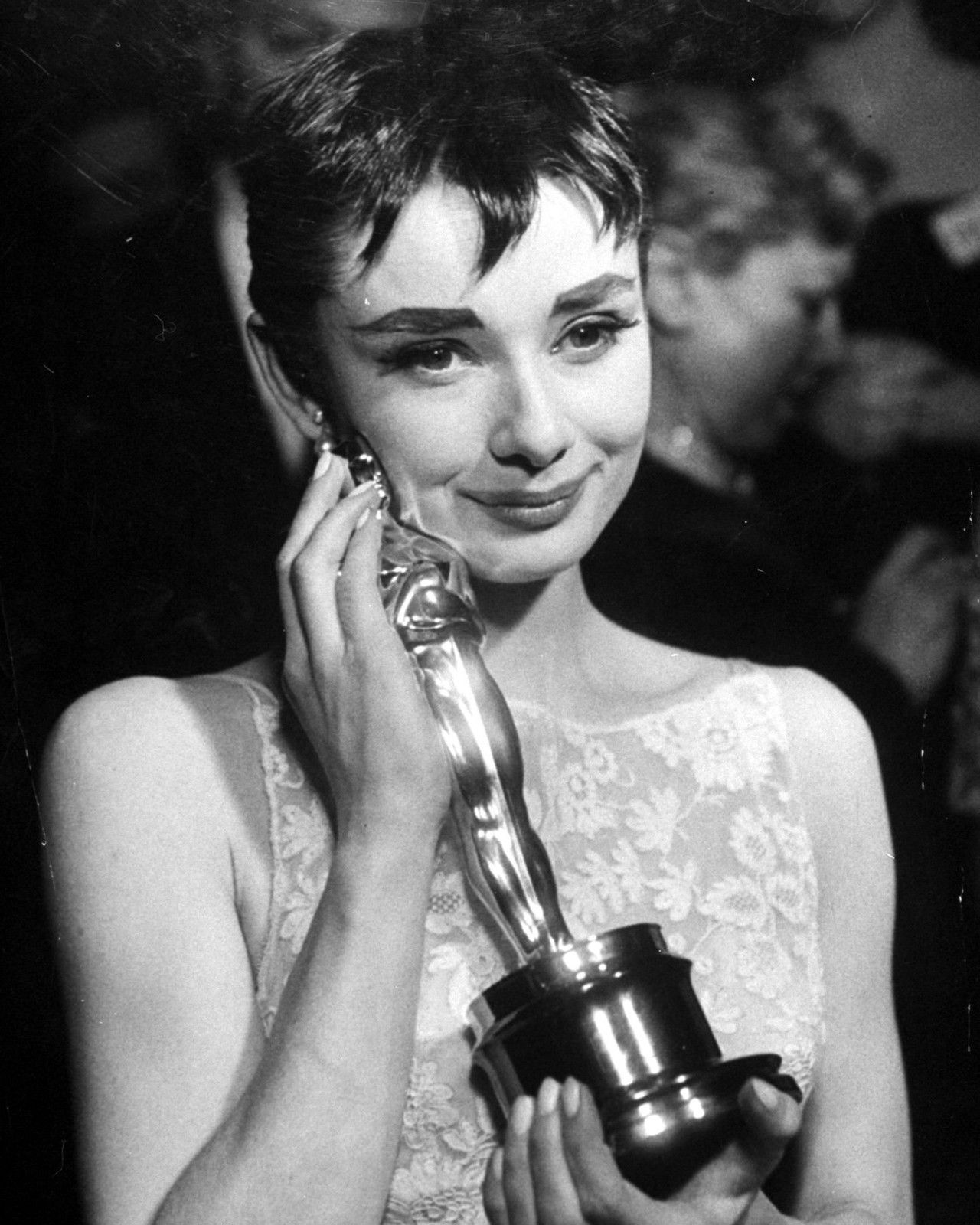
La actriz posa con su Óscar y el vestido.

El vestido blanco floral de Givenchy que la reconocida actriz británica Audrey Hepburn lució durante la 26º ceremonia de los Premios Óscar el 25 de marzo de 1954, es considerado como uno de los vestidos clásicos del siglo XX.

## Historia
Audrey Hepburn era una amiga cercana del diseñador francés Hubert de Givenchy, refiriéndose a él como su "mejor amigo" mientras él la llamaba a ella su "hermana". Se conocieron en 1953 durante el rodaje de la película Sabrina, cuando Hepburn fue a París para adquirir un auténtico vestido de alta costura de Balenciaga para su papel. Balenciaga se negó, aconsejándole que visitara a su antiguo alumno, Givenchy, que al ver escrito "señorita Hepburn", creyó que se trataba de Katherine, sorprendiéndose al ver entrar en su estudio a la joven actriz novata, pero que se lo ganó de inmediato. Esto inició una asociación profesional duradera, en la que Hepburn vestiría modelos de Givenchy en siete de sus más conocidas películas, además de llevar su ropa habitualmente fuera de la pantalla. El vestido floral blanco lucido en la 26.ª ceremonia anual de la Academia fue la primera ocasión en que Hepburn apareció en público con una creación de Givenchy.

## Diseño
El vestido blanco tenía un estampado floral en el mismo color y un cinturón blanco ajustado que enfatizaba la esbelta figura de la joven. Sin mangas y con escote barco, fue considerado inusual para un vestido en los Oscar.

## Recepción
El vestido, que causó muy buena impresión y fue muy imitado, al igual que el posterior vestido negro que lució en Breakfast at Tiffany's, es citado como uno de los vestidos más famosos del siglo XX. Una encuesta de Debenhams, publicado en el The Daily Telegraph, lo votó el segundo vestido sobre la alfombra roja más icónico de todos los tiempos. Para Time magazine es el mejor vestido de la historia de la ceremonia de los Oscar. El Complete Book of Oscar Fashion de la revista Variety lo incluyó en su sección de los vestidos de los Oscar más hermosos con el encabezamiento: "es una garantía!".